# Japaraíba (kommun i Brasilien)
Japaraíba är en kommun i Brasilien.   Den ligger i delstaten Minas Gerais, i den sydöstra delen av landet, 500 km sydost om huvudstaden Brasília. Antalet invånare är 3 950.
Omgivningarna runt Japaraíba är huvudsakligen savann. Runt Japaraíba är det glesbefolkat, med 18 invånare per kvadratkilometer.